# 某阿呆的一生
《某阿呆的一生》（日语：／ Aru Ahō no Isshō），或譯為《某傻子的一生》，是日本小說家芥川龍之介的短篇小說遺稿。共五十一章。每章字數篇幅短小，1927年發表。為芥川自殺後由友人久米正雄整理後發表。這篇小說實際上影射了芥川的一生，包括他對自己反思、對家人的思考、對資本主義制度下的日本社會發展的不安。最終章“敗北”中描繪了主角“他”服藥的情景，而芥川於1927年服用過量安眠藥身亡。
小說中提到了大量歐洲文學家，如波德萊爾、福樓拜、盧梭、維龍、柯克托等，也有提到印象派的畫家，如塞尚。同時還有其他時期的古典藝術作品。
小說第五章提到的“前輩”為谷崎潤一郎，第十章的“老師”為夏目漱石，第五十章發瘋的友人為宇野浩二。

## 外部連結
- 『某阿呆的一生』：新字旧仮名 - 青空文庫（日語）